# 東京都立向島工業高等学校
東京都立向島工業高等学校（とうきょうとりつ むこうじまこうぎょうこうとうがっこう）は、かつて東京都墨田区立花にあった都立工業高等学校。東京都立向島商業高等学校と合併して東京都立橘高等学校（旧仮称･東京都立墨田地区産業高等学校）となり、開校した。

## 沿革
- 1938年（昭和13年） - 東京市立向島工業学校として開校。
- 2007年（平成19年）3月 - 全日制課程は、東京都立橘高等学校に統廃合されて閉課程。定時制課程のみとなる。
- 2010年（平成22年）3月 - 閉校。

## 所在地
- 〒131-0043 東京都墨田区立花四丁目29番7号
  - 東武亀戸線の東あずま駅から徒歩約5分。
  - JR総武線の平井駅から徒歩約12分。